# Saropogon thailandensis
Saropogon thailandensis är en tvåvingeart som beskrevs av Tomasovic och Patrick Grootaert 2003. Saropogon thailandensis ingår i släktet Saropogon och familjen rovflugor.
Artens utbredningsområde är Thailand. Inga underarter finns listade i Catalogue of Life.